# DR 250 sorozat

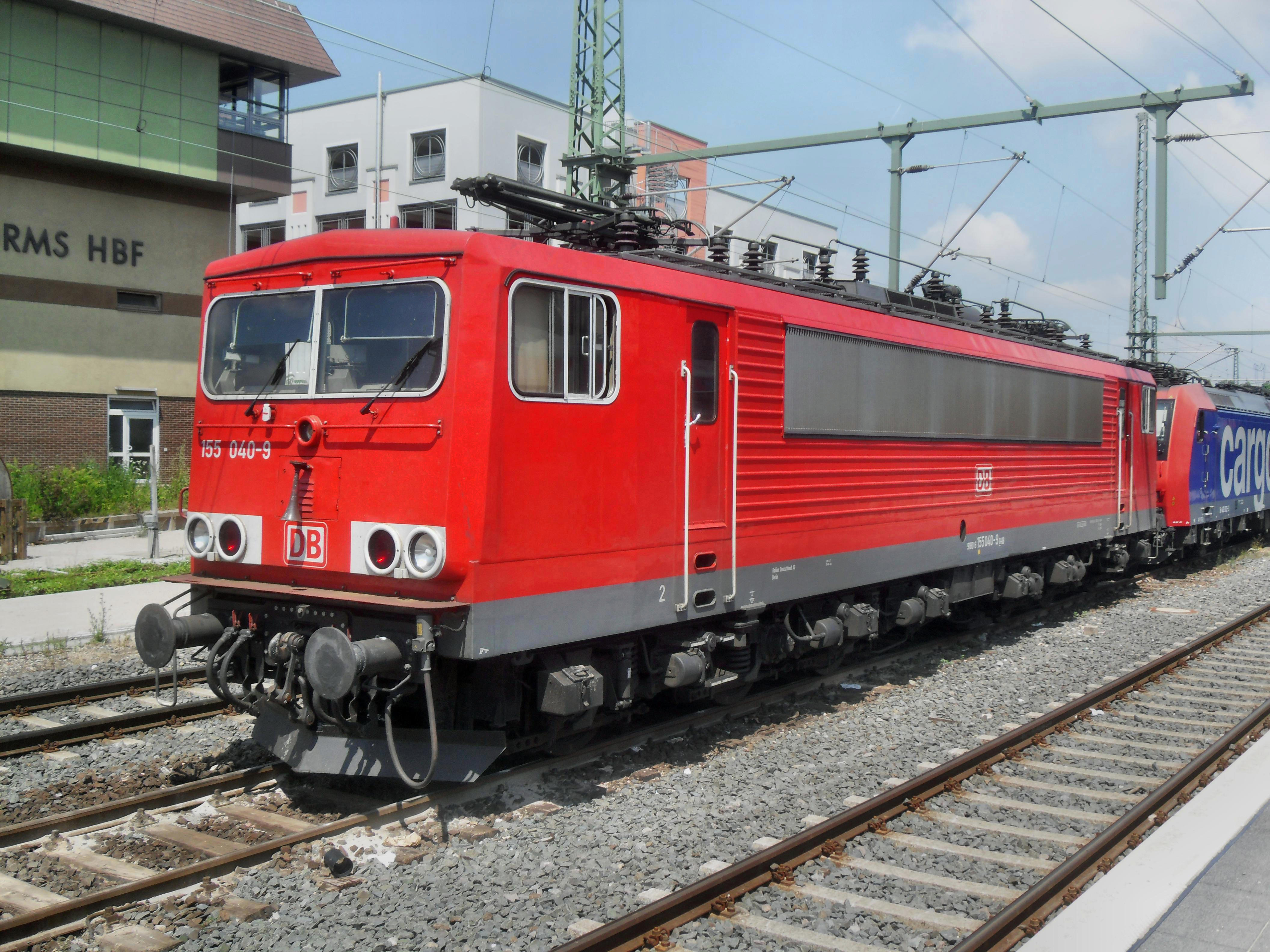
A DB 155 jelenlegi festésével

A DR 250 sorozat, későbbi nevén a DB 155 sorozat a Deutsche Bahn nagyteljesítményű, Co’Co’ tengelyelrendezésű, 15 kV 16,7 Hz AC áramrendszerű tehervonati villamosmozdonya. Beceneve "Electric Container" és "Powercontainer".

## Története
A LEW Henningsdorf fejlesztette ki a sorozatot a DR részére. A három prototípus mozdony 1974-ben készült el. Ezután három évnyi tesztelés következett, majd beindult a sorozatgyártás. 1977 és 1984 között 273 db-ot gyártottak belőle. Ezek a mozdonyok voltak a legerősebb DR mozdonyok. Elsősorban tehervonatokhoz használták őket, de néha Städteexpress vonatokat is vontattak. A német újraegyesítéskor átkerültek a Deutsche Bahn-hoz, majd később a Railionhoz. Néhány típust felszereltek LZB vonatbefolyásoló rendszerrel is, hogy képesek legyenek húzni nehéz konténervonatokat a német nagysebességű vasúthálózaton.
Jelenleg a Railion üzemelteti őket.